# Die 7 Schnuckel
Die 7 Schnuckel, im ersten Jahr ihres Bestehens Die sieben Schnuckel, war eine Comic-Serie aus dem Hause Rolf Kauka.

## Veröffentlichungen

### Pepito
Die 7 Schnuckel erschienen zum ersten Mal 1972 in der deutschen Comic-Anthologie Pepito von Rolf Kauka.
Im Gegensatz zu den lizenzierten Serien, die in Pepito erschienen, wurden die 7 Schnuckel eigens von Rolf Kauka kreiert, die im Planungsstadium noch Die Heinzelmännchen von Wichtelhausen hießen.
Als Chefzeicher wurde Helmut Murek engagiert, zu den ersten Zeichnern zählten Rodolfo Valcarenghi und Francesco Valeriani vom italienischen Studio Giolitti. Weitere Zeichner der Pepito-Zeit der 7 Schnuckel waren Massimo Fecchi, der damit sein Kauka-Debüt gab, und Jaime Mainou.
Geschichten um die 7 Schnuckel erschienen, bis 1973 noch als Die sieben Schnuckel, in allen Ausgaben von Pepito bis zu dessen Einstellung 1974.

### Neuauflage und Neuausrichtung
1979 wurden die 7 Schnuckel für die Reihen „Rolf Kauka Gold Comic Buch“ und „Fix und Foxi Extra“ neu aufgelegt, wofür Charakterisierung und Setting komplett verändert wurden; so wurden die Namen der Schnuckel geändert, und ihre Geschichten spielten nun in ihrem eigenen kleinen Dorf im Wald, und die Pension Fröhlich und ihre Bewohner wurden nicht mehr erwähnt.
Diese Geschichten wurden vom Comic-Studio Comicon produziert.
1983 erschien die letzte Geschichte um die 7 Schnuckel in Fix und Foxi Extra # 82.

## Die 7 Schnuckel
Die namensgebenden Schnuckel sind sieben Heinzelmännchen, die zu Anfang in der Dachkammer der Pension Fröhlich leben.
Alle sind mit roten Bommelmützen und Kitteln gleich gekleidet und nur durch ihren Charakter unterscheidbar, was sie den früher erschienenen Schlümpfen ähnlich macht.
Wie bei diesen hat auch jeder der 7 Schnuckel eine hervorstechende, namensgebende Charaktereigenschaft, wie den Meckerschnuckel oder den Leckerschnuckel.
Die Existenz der 7 Schnuckel ist innerhalb der Serie nur dem Hausherrn Franz Fröhlich sowie den beiden Tieren der Pension, Haushund Professor und Hauskatze Tante Therese, bekannt.
Nach der Neuausrichtung der Serie hießen die 7 Schnuckel nun Schnösel, Schnuller, Schnauze, Schwabbel, Schnorchel, Schmuddel und Schisser, und wohnten in einer Art „Märchen-Wald“, bewohnt u. a. von Drachen, Elfen und Feen.
Hier bekamen sie Widersacher in Form der Trolle Papa Kobold und seinen Söhnen Haubold und Raufbold.

## Comicographie

### Erste Serie
als (Die sieben Schnuckel)

1972
- Pepito 25/1972 – 52/1972 (Kauka-Verlag)

1973
- Pepito 01/1973-Pepito 07/1973

als  (Die 7 Schnuckel)
- Pepito 08/1973 – 36/1973

1974
- Pepito 01/1974 – 20/1974
- Fix und Foxi Jahrbuch 1974

### Zweite Serie
1979
- Rolf Kauka Gold Comic Buch # 1

1980
- Rolf Kauka Gold Comic Buch # 2
- Rolf Kauka Gold Comic Buch # 3
- FF Extra 57: Ein Schatz für Schnuppe
- FF Extra 58: Der Kleine ganz groß
- FF Extra 59: Hoch hinaus
- FF Extra 60: Ein goldiges Hühnchen
- FF Extra 61: Ein Schock für Schisser

1981
- Rolf Kauka Gold Comic Buch # 4
- FF Extra 62: Der Froschkönig
- FF Extra 63: Ein Ständchen für Schnuppe
- FF Extra 64: Die Beerenjagd
- FF Extra 68: Ein geistreicher Tag
- FF Extra 69: Maskenball
- FF Extra 70: Die wunderbare blaue Blume

1982
- FF Extra 77: Abenteuer im Menschenland (I)
- FF Extra 78: Abenteuer im Menschenland (II)

1983
- FF Extra 80: Schnuppes Entführung
- FF Extra 82: Ein Pferd für Schnuppe